# Gomphandra ultramafiterrestris
Gomphandra ultramafiterrestris är en järneksväxtart som beskrevs av Schori. Gomphandra ultramafiterrestris ingår i släktet Gomphandra och familjen Stemonuraceae. Inga underarter finns listade i Catalogue of Life.